# 座生川

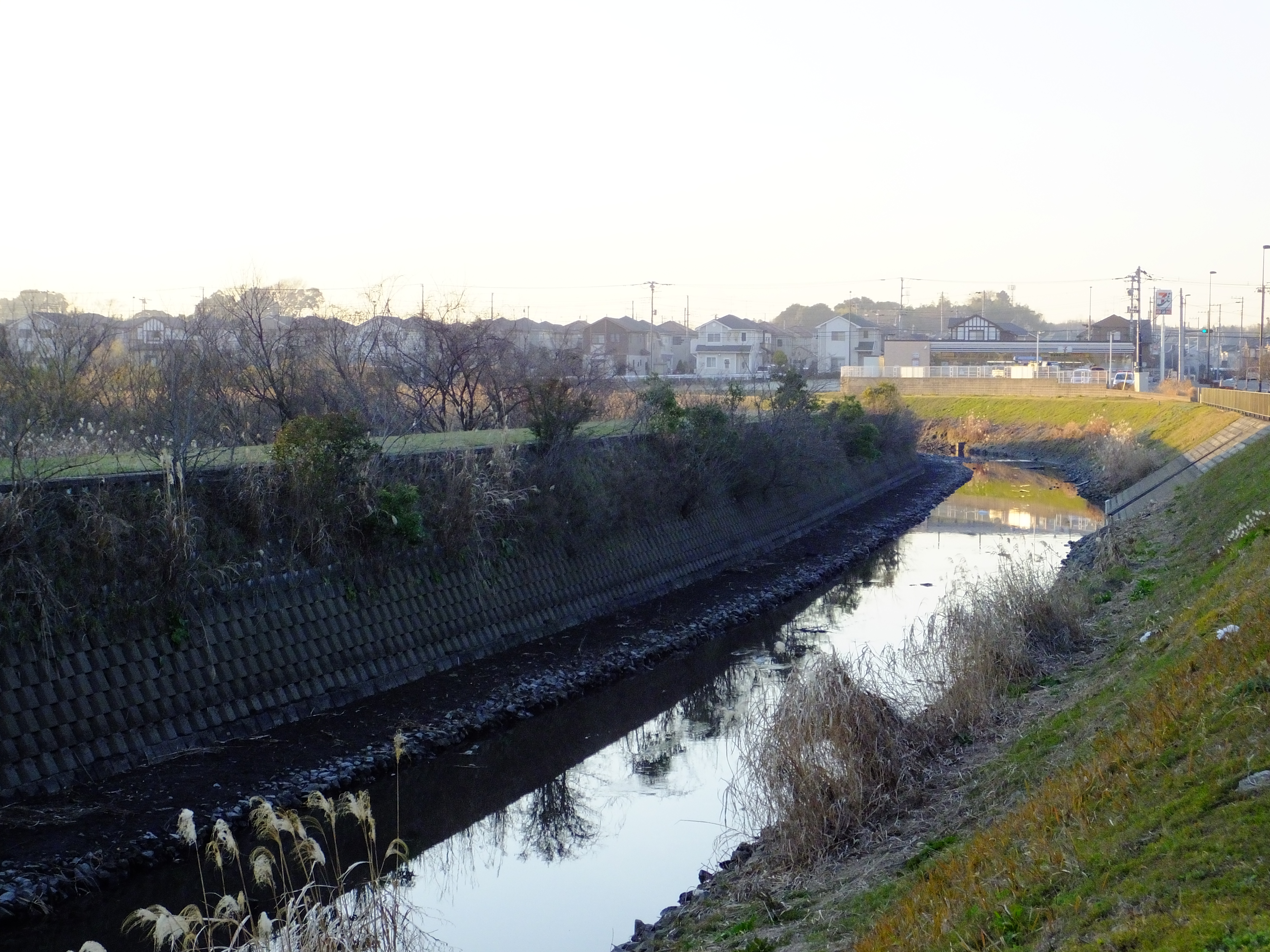
光葉町1丁目・1号調節池付近

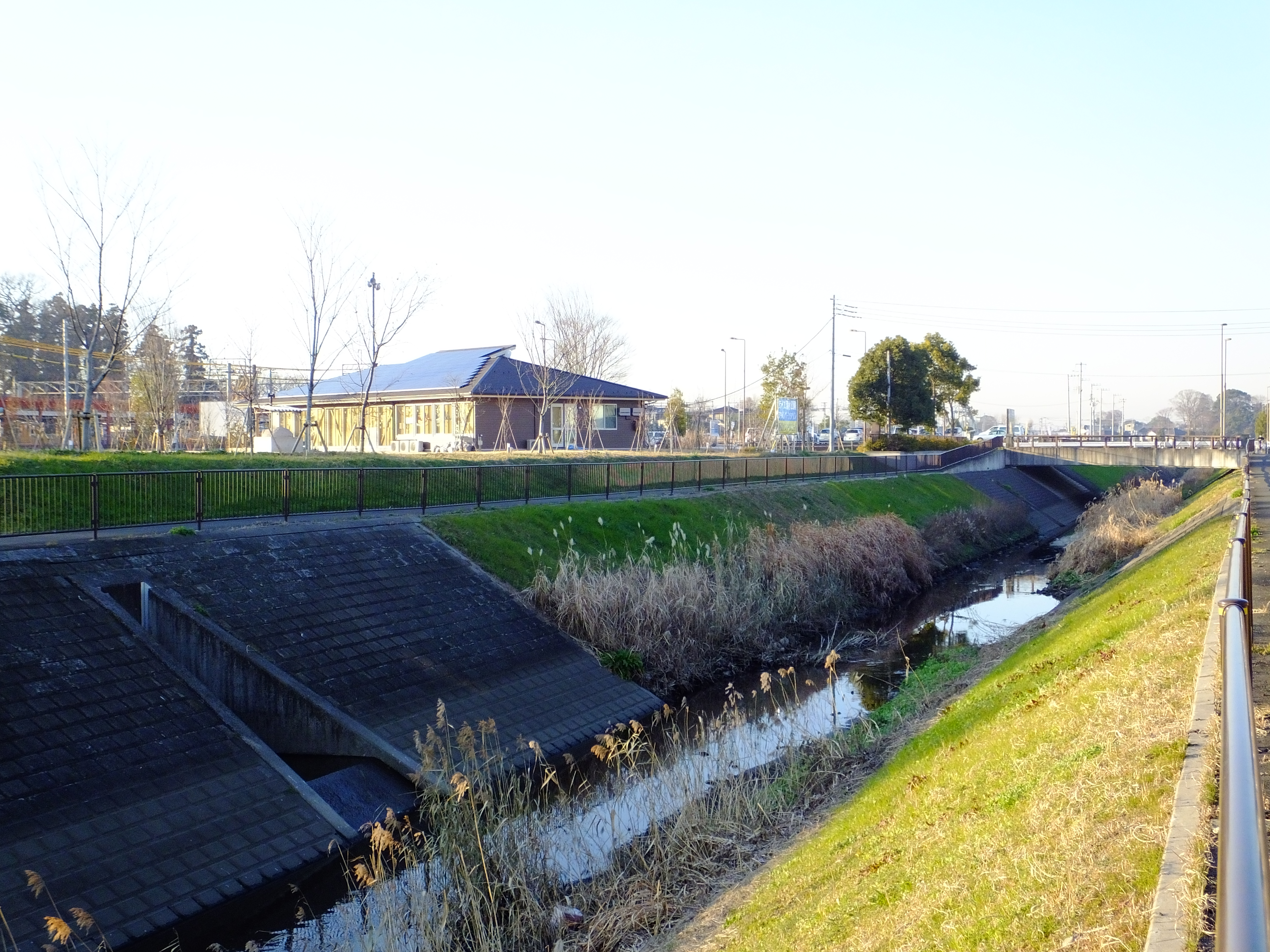
清水公園東2丁目・清水公園駅付近

座生川（ざおうがわ）は、千葉県野田市を流れる利根川水系の一級河川。

## 地理
野田市野田、東武野田線愛宕駅東脇を水源とし北流する。清水公園東2丁目付近より開渠となり、両岸に歩道の整備された流路を進む。清水橋を越えると左岸は清水公園まわりの調整池となり、光葉町の中央にて座生川支川を合わせて南西へ曲がる。清水公園を囲うように流れ、西へ大きく曲がると河口の座生川排水機場となり、江戸川へ注ぐ。流路延長4,780mのうち開渠部の全区間4,040mが一級河川に指定されており、支流の座生川支川（590m）も一級河川である。流域は区画整理地であり、宅地造成が進んでいる。

## 治水

### 河川整備事業開始に至るまで
座生川上流部はかつて現在の野田市駅付近まで開渠で周囲には水田が広がっていた。だが中下流部含め全体的に水はけが悪い低湿地であり、耕作が放棄されていた土地も多かった。下流部は野田市座生付近を現在の野田橋（埼玉県道・千葉県道19号越谷野田線）手前まで蛇行して江戸川（江戸川整備以前は埼玉県内まで流れて現在の大落古利根川）に注いでいたが、戦後の江戸川堤防整備によって旧排水機場が作られ、河口が上流へと移された。しかし当時の座生川排水機場は排水能力が弱く、加えて江戸川堤防も洪水に対応できていなかったため、古くから江戸川洪水による逆水被害を受け続けていた。昭和40年代以降は東武野田線沿線で宅地開発の動きが広がったが、その促進のため香橋より下流1,355mを準用河川に指定し、1980年（昭和55年）度に市事業による河川整備を開始した。ところが河川整備は急を要する課題となっており、費用負担の都合上進捗の遅い準用河川事業では対応できない状態であった。そのような中座生川流域の大半の土地を開発業者が買収し、一帯の開発計画が浮上。これを契機として野田市は一級河川への昇格を要望し、1988年（昭和63年）4月8日告示で座生川及び座生川支川が一級河川となった。
しかしこの一級河川指定は国による指定条件付きであった。江戸川は直轄区間であるため、江戸川堤防に係る樋管の整備は建設省（当時）が行い、排水機場工事と香橋より下流の河川改修、及び新設する5か所の調整池整備は千葉県が行うこととされたが、香橋より上流3,425mの整備は最も受益者たりうる開発業者が行うべきだ、というものである。その際にNTT-A型資金（民間事業者が公共施設を整備する場合は、民間都市開発推進機構のNTT株式売却収益を活用した無利子の貸付により事業費用の一部を補填できるというもの）の活用を勧められたが、そのためには対象が民間事業者（第三セクター含む）でなければならないため、1988年（昭和63年）に野田市と区画整理に関与する開発業者5社（東武鉄道・日本地所・長谷工コーポレーション・熊谷組・佐藤工業）とで第三セクターの座生川開発株式会社（資本金1,000万円）を設立、野田市が過半数（52%）を出資し筆頭株主となった。

### 河川改修の進行と清算

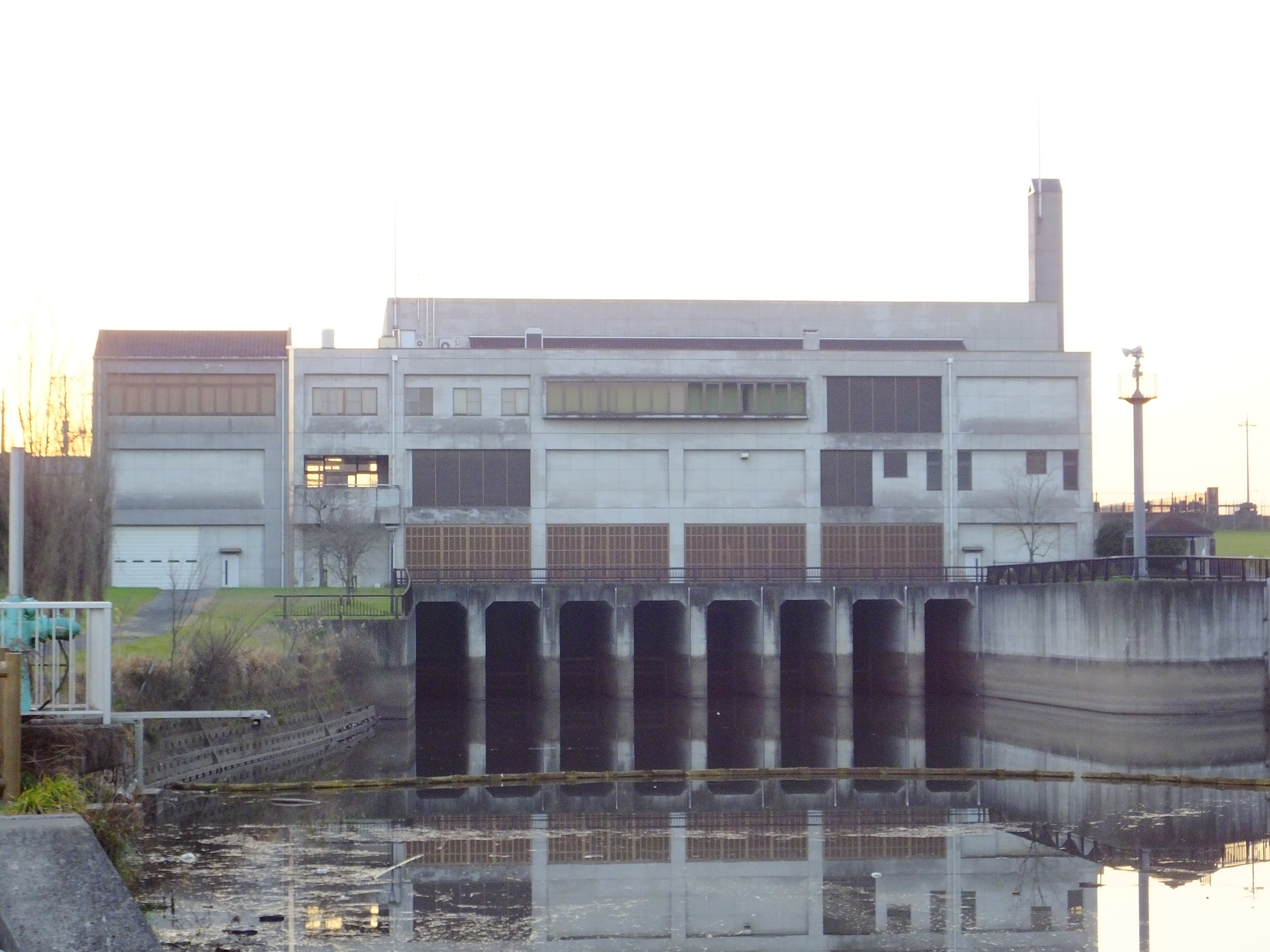
座生川排水機場

1991年（平成3年）7月には座生川が建設省の「ふるさとの川モデル事業」のモデル河川に指定され、全体を5つのゾーンに分けた上で周辺景観・地域整備と一体となった親水性の高い水辺空間を形成することを整備方針とした計画が1993年（平成5年）5月25日に認定された
。河川改修は計画幅員を24mから41mまで拡張するもので、建設省による樋管整備は1992年（平成4年）度に開始、1994年（平成6年）度に完了した。千葉県による事業も1989年（平成元年）度に開始され、2001年（平成13年）度の全事業完了とした。うち座生川排水機場は1993年（平成5年）に着工し、1996年（平成8年）度に完成。排水機のポンプは4台であるが、これらは1999年（平成11年）度に全ての据え付けを終え、毎秒50トンの処理能力となった。河口の岩名周辺は岩名古墳など古代史跡に富んだ地域であるため、排水機場工事に先立って埋蔵文化財の調査も行われ、先土器時代の石器・縄文時代や古墳時代の土器や中世の陶磁器などが発掘された。更に調節池については、清水公園の北側・座生川より南側（光葉町1丁目）の広大な敷地を1号調節池、その東隣（清水高校北側）を2号調節池、香橋北西の敷地（光葉町3丁目）を3号調節池、桜の里1丁目の座生川西側に広がる一帯を4号調節池、同じく桜の里1丁目の排水機場南東を5号調節池としている。約8haの1号・2号調節池は「集いの広場」に位置付けられ、少年野球場などの多目的広場として活用されている。4号調節池は「自然資源のストック空間」に位置付けられ、ミドリシジミをはじめ様々な生物の生息環境とするため、敷地内には自然林（ハンノキ）を残すほか通常時でも水面が張られている。5号調節池は自転車のアクセスポイントとするための広場に位置付けられている。1998年（平成10年）11月には「座生川ふるさとの川づくり懇談会」が設立され、調節池の整備検討を進めている。
座生川開発による河川整備は1990年（平成2年）度に開始され、1997年（平成9年）度まで地盤改良工事を進め、並行して1994年（平成6年）度から1999年（平成11年）度まで護岸工事・附帯工事を実施し2000年（平成12年）度の事業完了とした。その後多自然型河川とするために護岸は取りやめられ、緑化のり面によることとした。事業費推定は会社設立当初約40億円と見込んでいた。しかし地盤改良に想定外の費用を要したことやバブル期の地価上昇の煽りを受けて122億円まで膨れ上がる推定となった。これは設立後時間的余裕がないまま改修にあたらなければならなかったため、以前の準用河川計画に基づき当初の見積もりを算定したことによるものである。これを受け対象区間のうち清水橋と野田線高架橋は千葉県の負担とした。県施工区間の延伸協議も行ったが変更には至っていない。
清水橋の完成がずれ込み、2002年（平成14年）度ですべての事業が完了した。座生川開発部分の総事業費は最終的に71億1400万円、うちNTT-A型資金による借入金が20億2700万円（それ以外の債務は5社が分担）となった。この資金は金融機関が保証元となっており、そのために座生川開発が出資5社に対して求償権を有する形であったが、2001年（平成13年）12月末にエヌ・ジェイ管理（旧日本地所）が自社負担分の償還金分担額及び事業費を全額支払う条件で事業から撤退。保有株式は全て東武鉄道へ譲渡された。続いて佐藤工業が2002年（平成14年）3月に会社更生法の適用を申請。他社が佐藤工業分の負担額を引き受けなかったため、座生川開発は特別清算をすることとなり、2003年（平成15年）8月22日の臨時株主総会で解散決議を行い、8月25日に千葉地裁松戸支部へ特別清算を申し立てた。この時点で期限の利益の喪失を招いたため、座生川開発は担保の差し入れを行い、償還金は全て座生川開発へと支払われることとなった。最終的な債務免除額は2億8,330万円となり、2004年（平成16年）3月3日に特別清算の終結決定が確定し、3月5日に登記簿が閉鎖された。
なお野田市は座生川開発の筆頭株主であったものの、第三セクターによる整備の都合上市による事業費負担は法令上直接・間接を問わず不能であるため、実質的な貸し倒れとなった出資金520万円を除き野田市の直接の事業支出はなかった。国・県事業部分を合計した総事業費は520億円であるため、市側の負担は一級河川指定によって1万分の1に抑えられる結果となった。

## 主な橋
上流より掲載
- 欅橋
- 紫陽花橋
- 桜橋 - 清水公園駅ロータリー
- 躑躅橋
- 吉春橋
- 東武野田線橋梁

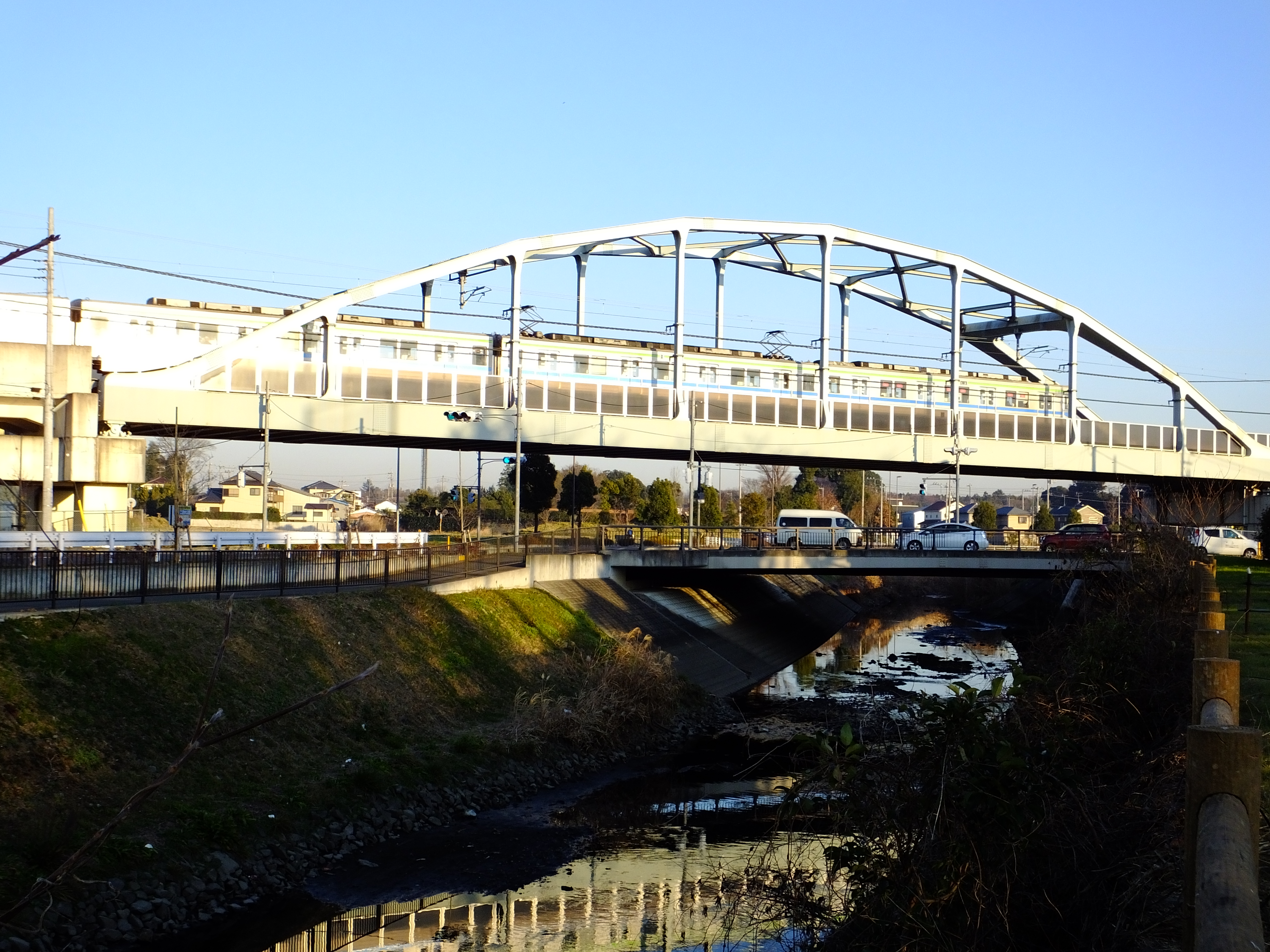
東武野田線橋梁と清水橋

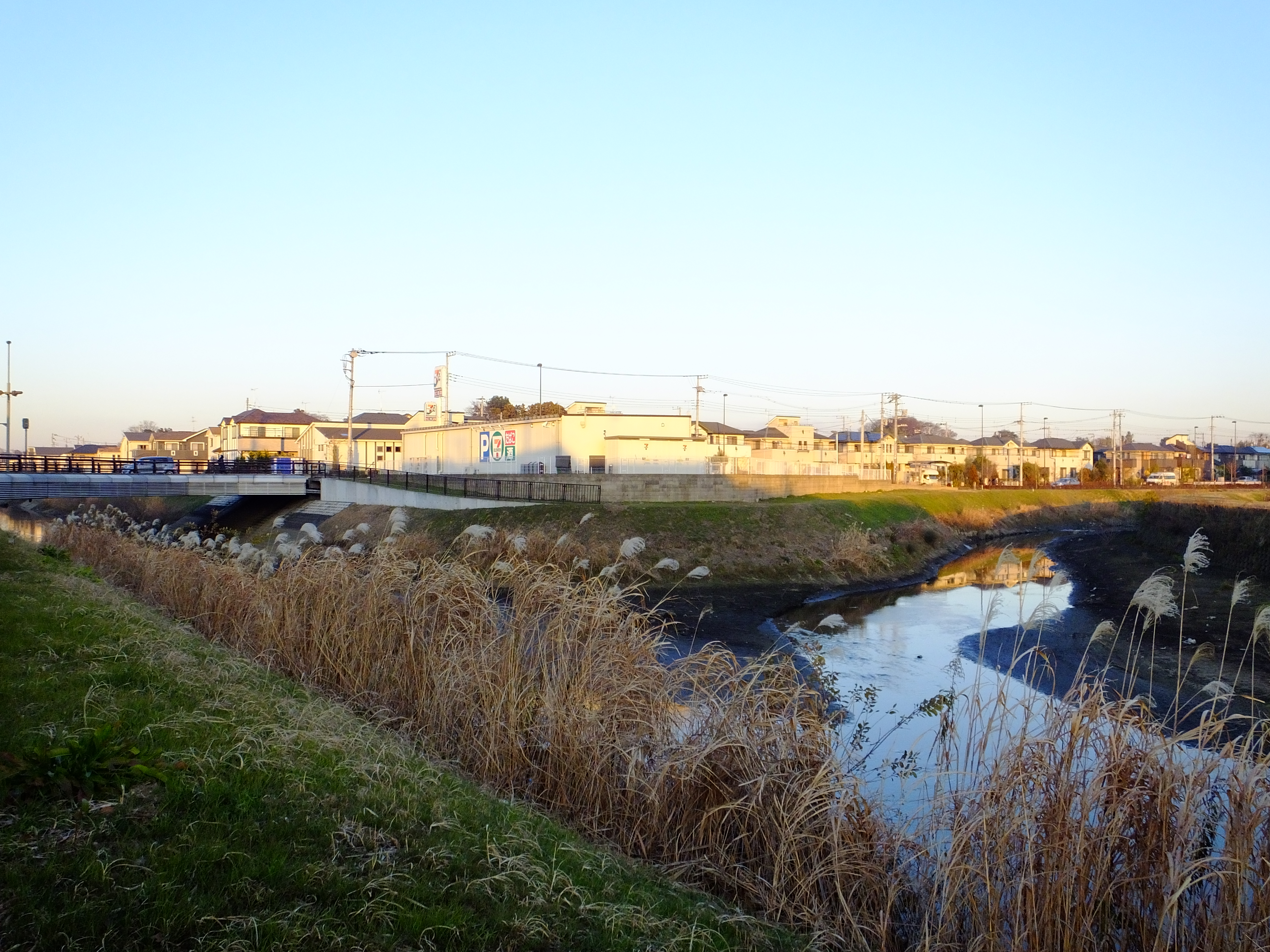
座生川（右）に合流する座生川支川（左）

- 清水橋 - 茨城県道・千葉県道17号結城野田線（流山街道）
- 香橋
- 座生川橋
- 岩名大橋

- 光葉町1号橋（座生川支川）
- 光葉町2号橋（座生川支川）
- 光葉町3号橋（座生川支川）

## 参考資料
- 座生川異臭問題について（光葉町自治会）
- 野田市議会会議録　平成4年9月定例会第3回（9月5日・01号）
- 野田市議会会議録　平成4年9月定例会第3回（9月9日・02号）
- 野田市議会会議録　平成15年9月定例会第4回（9月11日・04号） - 根本崇市長による座生川治水史の概観。